# The Beautiful Liar (álbum de X Ambassadors)
«The Beautiful Liar» (en español: «La Bella Mentirosa») es el tercer álbum de estudio de la banda estadounidense X Ambassadors. Fue lanzado el 24 de septiembre de 2021 por medio de KIDinaKORNER e Interscope Records, como un álbum conceptual que se reproduce de manera similar a un drama radiofónico. Fue producido por Kam Sangha y precedido por tres sencillos: «My Own Monster», «Okay» y «Adrenaline».

## Antecedentes
Su serie multicolaborativa (Eg) y su EP Belong fueron material grabado en gran medida semanas antes de los cierres como resultado de la pandemia de COVID-19. Los tres miembros de la banda escribieron y compusieron las pistas del álbum virtualmente, comenzando con lo que tenían antes del bloqueo y ampliándolo.
Expresa temas de locura, impotencia, dudas sobre uno mismo y ansiedad. El cantante principal Sam y el teclista Casey Harris dicen que el álbum fue influenciado por los programas de radio que escuchaban cuando eran niños en lugar de la televisión debido a la ceguera de Casey. Sam dijo: "Quería hacer un álbum que se sintiera tan desquiciado como yo y como se sentía el mundo entero a mi alrededor. Así que Adam [Levin], Casey y yo nos creamos un espacio donde todos pudiéramos ser tan feos, raros y divertidos". , y lo hicimos como queríamos".

## Lista de canciones
| N.º | Título                            | Producer(s)   | Duración |  |
| 1.  | «Chapter One: The Sleeping Giant» | X Ambassadors | 0:43     |  |
| 2.  | «Beautiful Liar»                  | X Ambassadors | 4:09     |  |
| 3.  | «My Own Monster»                  | X Ambassadors | 3:05     |  |
| 4.  | «Adrenaline»                      | X Ambassadors | 2:45     |  |
| 5.  | «Bullshit»                        | X Ambassadors | 2:13     |  |
| 6.  | «Chapter Two: Enter The Shadow»   | X Ambassadors | 1:13     |  |
| 7.  | «Conversations With My Friends»   | X Ambassadors | 0:56     |  |
| 8.  | «I Can See The Light...»          | X Ambassadors | 0:35     |  |
| 9.  | «Palo Santo»                      | X Ambassadors | 2:43     |  |
| 10. | «Theater of War»                  | X Ambassadors | 1:08     |  |
| 11. | «A Brief Word from Our Sponsors»  | X Ambassadors | 0:32     |  |
| 12. | «Love Is Death»                   | X Ambassadors | 3:33     |  |
| 13. | «Somebody Who Knows You»          | X Ambassadors | 3:44     |  |
| 14. | «Okay»                            | X Ambassadors | 4:45     |  |
| 15. | «Reincarnated»                    | X Ambassadors | 2:33     |  |
| 16. | «Author's Note»                   | X Ambassadors | 1:19     |  |

## Personal
- Sam Harris - voz principal y coros, guitarras, bajo
- Casey Harris - piano, coros, teclados, sintetizadores
- Adam Levin - batería, percusión